# Universal Zulu Nation
Universal Zulu Nation es un grupo internacional dedicado a la concienciación hip hop formado y encabezado por el pionero del hip hop Afrika Bambaataa.

## Orígenes

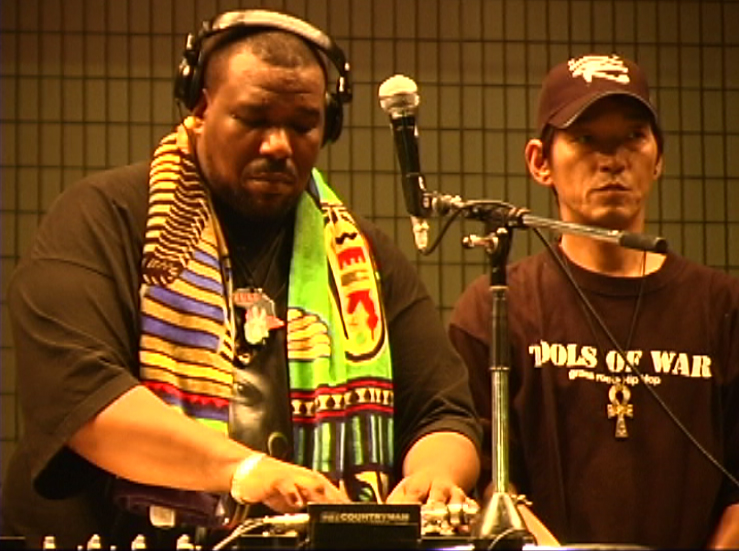
Afrika Bambaataa (izquierda) con DJ Yutaka de Zulu Nation en Japón, 2004.

Universal Zulu Nation fue creado un 12 de noviembre de 1976 en Nueva York, en un gueto del sur del Bronx llamado Bronx River Projects, por Afrika Bambaataa, antiguo miembro de la pandilla Black Spades.
En su origen, Universal Zulu Nation se conocía desde su fundación en 1973 como la "Organización" y proponía una alternativa pacifista a los diferentes gangs violentos que controlaban buena parte de los barrios desfavorecidos de Nueva York. De hecho, la Organización era, más que una realidad concreta, un denominador común bajo el que se reunían un puñado de individuos que rechazaban las intenciones belicosas de los gangs, prefiriendo el espíritu conciliador de las veladas de música y baile organizadas en las calles del Bronx en la época.
En enero de 1975, el mejor amigo de Afrika Bambaataa, Soulski, murió en un tiroteo consecuencia de una intervención de la policía desencadenada por una pelea entre los Black Spades y otro gang. Este evento marcó la aversión definitiva de Afrika Bambaataa a la vida de las pandillas y le llevó a dejar los Black Spades. Desde ese momento decidió poner en marcha la idea de una organización de nombre Zulu Nation, una organización que desde entonces se distinguió por reunir a jóvenes pacíficos cuyos medios de expresión eran el baile, el grafiti, el rap y el DJing. Desde entonces, el 12 de noviembre de cada año la Universal Zulu Nation celebra su aniversario organizando en Nueva York una velada dedicada a James Brown y a Sly Stone.

## Influencias en Europa
El movimiento Zulu se introdujo en Francia en los primeros años 1980 por el propio Afrika Bambaataa. La Zulu Nation fue bien recibida en los suburbios de París ya que la mayor parte de los inmigrantes de origen africano vivían fuera de los límites de la ciudad. En Alemania, Afrika Bambaataa concedió en 1985 el título de Zulu King de su país al rapero Torch.